# Fufi Santori
José Santori Coll, detto Fufi (Santurce, 7 maggio 1932 – Hato Rey, 2 aprile 2018), è stato un cestista e allenatore di pallacanestro portoricano.

## Carriera
Con Porto Rico ha disputato i Giochi olimpici di Roma 1960.
Da allenatore ha guidato Porto Rico ai Campionati mondiali del 1967.